# Alexander Pfänder
Alexander Pfänder (7. februar 1870 i Iserlohn – 18. marts 1941 i München) var en tysk filosof. Han regnes normalt som realistisk fænomenolog.
Pfänder studerede hos Theodor Lipps i München, hvor han tilbragte hele sin akademiske karriere. Han udarbejdede bl.a. fænomenologiske analyser af viljens psykologi. 

## Værker
- Phänomenologie des Wollens, 1900
- Einführung in die Psychologie, 1904
- Zur Psychologie der Gesinnungen, in: Jahrbuch für Philosophie und phänomenologische Forschung, Halle (Max Niemeyer), Band I (1913) und Band III (1916).
- Logik, in: Jahrbuch für Philosophie und phänomenologische Forschung, Halle (Max Niemeyer), Band IV (1921).
- Die Seele des Menschen, 1933

## Eksterne referencer
- Online biografi (på tysk) Arkiveret 9. november 2013 hos  Wayback Machine